# Hapona crypta
Hapona crypta is een spinnensoort in de taxonomische indeling van de Desidae.
Het dier behoort tot het geslacht Hapona. De wetenschappelijke naam van de soort werd voor het eerst geldig gepubliceerd in 1964 door Raymond Robert Forster.